# Reef Break
Reef Break – francusko-amerykański serial telewizyjny (dramat, kryminał) wyprodukowany przez Wild Poppy Entertainment oraz ABC Studios International, którego pomysłodawcą jest Ken Sanzel. Serial jest emitowany od 24 czerwca 2019 roku na ABC.
Serial opowiada o Cat Chambers, surferce, byłej oszustce, która pomaga rozwiązać kryminalne zagadki na wyspie Reef Island.

## Obsada

### Główna
- Poppy Montgomery jako Cat Chambers[2]
- Ray Stevenson jako Jake Elliot[3]
- Desmond Chiam jako detektyw Wyatt Cole[4]
- Melissa Bonne jako Ana Dumont
- Tamela Shelton jako Petra Torrance

### Odcinki
| #  | Tytuł                       | Reżyseria          | Scenariusz                | Premiera w ABC   |
| -- | --------------------------- | ------------------ | ------------------------- | ---------------- |
| 1  | Pilot                       | Alex Zakrzewski    | Ken Sanzel                | 20 czerwca 2019  |
| 2  | Lost and Found              | Shawn Seet         | Robert Port               | 27 czerwca 2019  |
| 3  | Buried Things               | Kieran Darcy-Smith | Mark Rosner               | 11 lipca 2019    |
| 4  | Welcome to the Jungle       | Sian Davies        | Ken Sanzel                | 18 lipca 2019    |
| 5  | The Green Tide              | Peter Andrikidis   | Niceole R. Levy           | 25 lipca 2019    |
| 6  | The Two O'Clock Flight      | Peter Andrikidis   | Robert Port               | 1 sierpnia 2019  |
| 7  | Despot                      | Grant Brown        | Mark Rosner               | 8 sierpnia 2019  |
| 8  | The Comeback                | Grant Brown        | Laura Wolner              | 15 sierpnia 2019 |
| 9  | The Hohenzollern Collection | Kieran Darcy-Smith | Brandon K. Hines          | 22 sierpnia 2019 |
| 10 | Blue Skies                  | Kieran Darcy-Smith | Haley Harris, Mark Rosner | 29 sierpnia 2019 |
| 11 | Dream Lover                 | Fiona Banks        | Robert Port               | 29 sierpnia 2019 |
| 12 | Prison Break                | Fiona Banks        | Norman Morrill            | 5 września 2019  |
| 13 | Endgame                     | Steve Pearlman     | Michelle Lirtzman         | 13 września 2019 |

## Produkcja
23 sierpnia 2018 roku stacja ABC ogłosiła zamówienie 13 odcinkowego serialu, w którym główną rolę otrzymała Poppy Montgomery.
W grudniu 2018 roku poinformowano, że  Ray Stevenson i  Desmond Chiam dołączyli do obsady
.
W połowie grudnia 2019, stacja ABC poinformowała o anulowaniu produkcji drugiego sezonu. 